# Cours Belsunce
Der Cours Belsunce ist eine Straße in Belsunce, einem Viertel der Stadt Marseille in Südfrankreich.
Die Straße entstand 1670, als Marseille auf Befehl Ludwigs XIV. erweitert wurde. Die Kreuzung des Cours Belsunce, der Canebière und des Cours Saint-Louis gilt als Ausgangspunkt für die Berechnung der Entfernung zwischen Marseille und der Hauptstadt Paris. An der Straße befindet sich das Theater Alcazar. Zu Beginn der 1960er-Jahre entstanden an der Straße drei Wohnblöcke.